# Andrés Gaos
Andrés Gaos Berea (La Coruña, 31 marzo 1874 – Mar del Plata, 13 marzo 1959) è stato un compositore e violinista spagnolo.

## Biografia
Gaos nacque a La Coruña nel 1874; un suo zio, Canuto Berea Rodriguez (1836-1891), era un compositore ed editore musicale conosciuto. Nel 1884 entrò nel centro musicale di A Coruña; in seguito ottenne una concessione dal consiglio e si trasferì a Madrid per continuare i suoi studi in Conservatorio, dove fu l'allievo preferito del noto violinista Jesus Monasterio.
Nel 1888 ritornò a A Coruña e ricevette borse di studio per continuare i corsi a Parigi e Bruxelles. Nel 1895 andò in America e insegnò musica a Buenos Aires e Montevideo; il 6 febbraio 1896 sposò civilmente la cantante e violinista venezuelana America Montenegro (1876-1849), dalla quale ebbe cinque figli (il primo dei quali lo stesso anno), e decise di vivere stabilmente a Buenos Aires, ma non fu a casa per lunghi periodi, a volte anni, a causa dei suoi tour in Francia e nel resto dell'Europa; Gaos divenne anche impiegato del Ministero argentino della pubblica istruzione.
Nel 1917 divorziò e sposò la giovane Louise Guillochon, sua allieva, dalla quale ebbe altri tre figli.

## Composizioni
La sua attività dal 1930 fu principalmente in Argentina (tant'è vero che ottenne la cittadinanza argentina nel 1935), anche se a volte visitò la sua città natale per offrire un concerto. Dal 1899 pubblicò opere per canto e pianoforte e L'Avana per violino e pianoforte.
Tra il 1912 e 1916 compose una serie di canzoni, una delle quali è stata premiata dalla Wagner Association di Buenos Aires; nel 1916 vinse il premio Tucuman per la sua opera L'amore proibito, che riprendeva le parole dell'inno del centenario dell'indipendenza dell'Argentina.
Nel 1917 dedicò un elogio per pianoforte e violino al suo amico Pablo Casals, mai suonato; la sua ultima performance a La Coruña fu nel 1927.
La sua Seconda Sinfonia in tre movimenti fu composta tra il 1917 e il 1919; la sua prima mondiale ebbe luogo quindici anni dopo la sua morte, nel mese di luglio del 1974.
Tra le composizioni ci sono due delle sue opere, tra cui il ballo argentino n°3, che hanno ottenuto un grande successo.

## Opere
- Muiñeira per violino e pianoforte, 1891
- Prima primavera, 1891
- Jota aragonesa, per violino e pianoforte, 1894
- Polacca, per piano, 1894
- Romanza, per piano, 1894
- Habanera, per violino e piano, 1896
- Miniature, suite per piano, 1896
- Fantasia per violino e orchestra, 1896-1903
- 100 esercizi tecnici progressivi per violino, 1899
- Due arie creole per violino e piano, 1899
- Concerto per violino e orchestra, concerto per violino e orchestra
- L'amore interdetto, opera, 1915 (insignito del premio Tucuman)
- Granada, un tramonto nell'Alhambra, poema sinfonico, 1916
- Sinfonia n° 1, sinfonia, 1916
- Sinfonia n° 2, Nelle montagne della Galizia, sinfonia, 1917-1919
- Elegía, poema per violino e piano, 1917
- Impressione notturna, poema sinfonico per orchestra d'archi, 1937
- Arie galiziane, suite per piano
- Nuove arie galiziane, suite per piano
- Hispánica, suite per piano